# Шиле (Дагестан)
Шиле (таб. Шилла) — село в Табасаранском районе Республики Дагестан (Россия). Входит в Сельсовет Кужникский.

## География
Село Шиле расположено в 9 км к западу от районного центра — села Хучни, на юге граничит с селом Хараг.

## Население
| 1926 | 1939 | 1970 | 1989 | 2002 | 2010 | 2021 |
| ---- | ---- | ---- | ---- | ---- | ---- | ---- |
| 147  | ↘146 | ↗183 | ↗218 | ↗269 | ↘207 | ↗365 |